# Sandra Oxenryd
Sandra Oxenryd (Kristinehamn, 1 oktober 1982) is een Zweedse zangeres die in 2005 het programma Fame Factory won.
Al op 9-jarige leeftijd kwam ze op de televisie om te zingen. Toen ze 18 was werd ze tweede in een look-alikewedstrijd, waar ze superster Carola imiteerde.
Na Fame Factory gewonnen te hebben bracht ze een debuutalbum uit bij de grootste Zweedse schlagerplatenmaatschappij. Zoals zovele finalisten uit talentenwedstrijden deed ook Sandra mee aan de preselecties voor het Eurovisiesongfestival, maar niet in eigen land waar de competitie moordend is, maar in Estland. Ze won Eurolaul voor grote favoriet Ines met Through my window. Het lied werd geschreven door Pearu Paulus, Ilmar Laisaar, Alar Kotkas (componisten) en Jana Hallas (tekstschrijver). Zij waren niet aan hun Songfestivalproefstuk toe; ze schreven eerder al Once in a lifetime (2000) en Runaway (2002) dat respectievelijk 4de en 3de werd. Dit keer hadden ze minder geluk, Sandra moest aantreden net na de Zweedse Carola die het beste van zichzelf gaf. Sandras lied was in hetzelfde genre en werd door Zweden overklast, ze werd 18de.
1994: Silvi Vrait · 
1996: Ivo Linna & Maarja-Liis Ilus · 
1997: Maarja-Liis Ilus · 
1998: Koit Toome · 
1999: Evelin Samuel & Camille · 
2000: Ines · 
2001: Tanel Padar, Dave Benton & 2XL · 
2002: Sahlene · 
2003: Ruffus · 
2004: Neiokõsõ · 
2005: Suntribe · 
2006: Sandra Oxenryd · 
2007: Gerli Padar · 
2008: Kreisiraadio · 
2009: Urban Symphony · 
2010: Malcolm Lincoln · 
2011: Getter Jaani · 
2012: Ott Lepland · 
2013: Birgit Õigemeel · 
2014: Tanja · 
2015: Elina Born & Stig Rästa · 
2016: Jüri Pootsmann · 
2017: Koit Toome & Laura · 
2018: Elina Netsjajeva · 
2019: Victor Crone · 
2021: Uku Suviste · 
2022: Stefan · 
2023: Alika · 
2024: 5miinust & Puuluup · 
2025: Tommy Cash
- MusicBrainz: 39edf621-3acb-4914-a087-ce67b32bdffd
- Virtual International Authority File: 651154260329824480002